# Taounate (provincie)
Taounate is een provincie, sinds 2015 in de Marokkaanse regio Fès-Meknès, daarvoor in de voormalige regio Taza-Al Hoceima-Taounate.
Taounate telt 668.232 inwoners op een oppervlakte van 5585 km².

## Grootste plaatsen
| Plaats                  | Inwoners (1994) | Inwoners (2004) |
| ----------------------- | --------------- | --------------- |
| Taounate                | 24.364          | 32.380          |
| Bouhouda                | 23.256          | 26.124          |
| Tamedit                 | 22.567          | 21.453          |
| Mkansa                  | 21.330          | 22.705          |
| Aïn Aïcha               | 20.646          | 22.575          |
| Galaz                   | 19.046          | 18.471          |
| Ghouazi                 | 18.853          | 18.779          |
| Sidi M'Hamed Ben Lahcen | 18.464          | 18.990          |
| Jbabra                  | 17.998          | 19.076          |
| Bouarouss               | 17.975          | 18.495          |
| Moulay Bouchta          | 17.234          | 16.602          |
| Aïn Médiouna            | 16.692          | 16.410          |
| Ras el Oued             | 16.280          | 15.949          |
| Bouchabel               | 15.937          | 16.652          |
| Loulja                  | 15.474          | 16.515          |
| Ourtzagh                | 15.266          | 15.216          |

Ben Slimane · Khouribga · Settat · El Jadida · Safi · Boulmane · Fez · Moulay Yacoub · Sefrou · Kénitra · Sidi Kacem · Casablanca · Médiouna · Mohammedia · Nouaceur · Assa-Zag · Guelmim · Tan-Tan · Tata · Boujdour · Es-Semara · Lâayoune · Al Haouz · Chichaoua · Essaouira · Kelâat Es-Sraghna · Marrakech · Al Ismaïlia · El Hajeb · Errachidia · Ifrane · Khénifra · Meknès · Berkane · Figuig · Jerada · Driouch · Nador · Oujda-Angad · Taourirt · Aousserd · Oued ed Dahab · Khémisset · Rabat · Salé · Skhirat-Témara · Agadir-Ida-Ou-Tanane · Inezgane-Aït Melloul · Chtouka-Aït Baha · Ouarzazate · Taroudant · Tiznit · Zagora · Azilal · Béni-Mellal · Chefchaouen · Fahs-Bni Mkada · Larache · Tanger-Asilah · Tétouan · Al Hoceima · Taounate · Taza